# Malpart

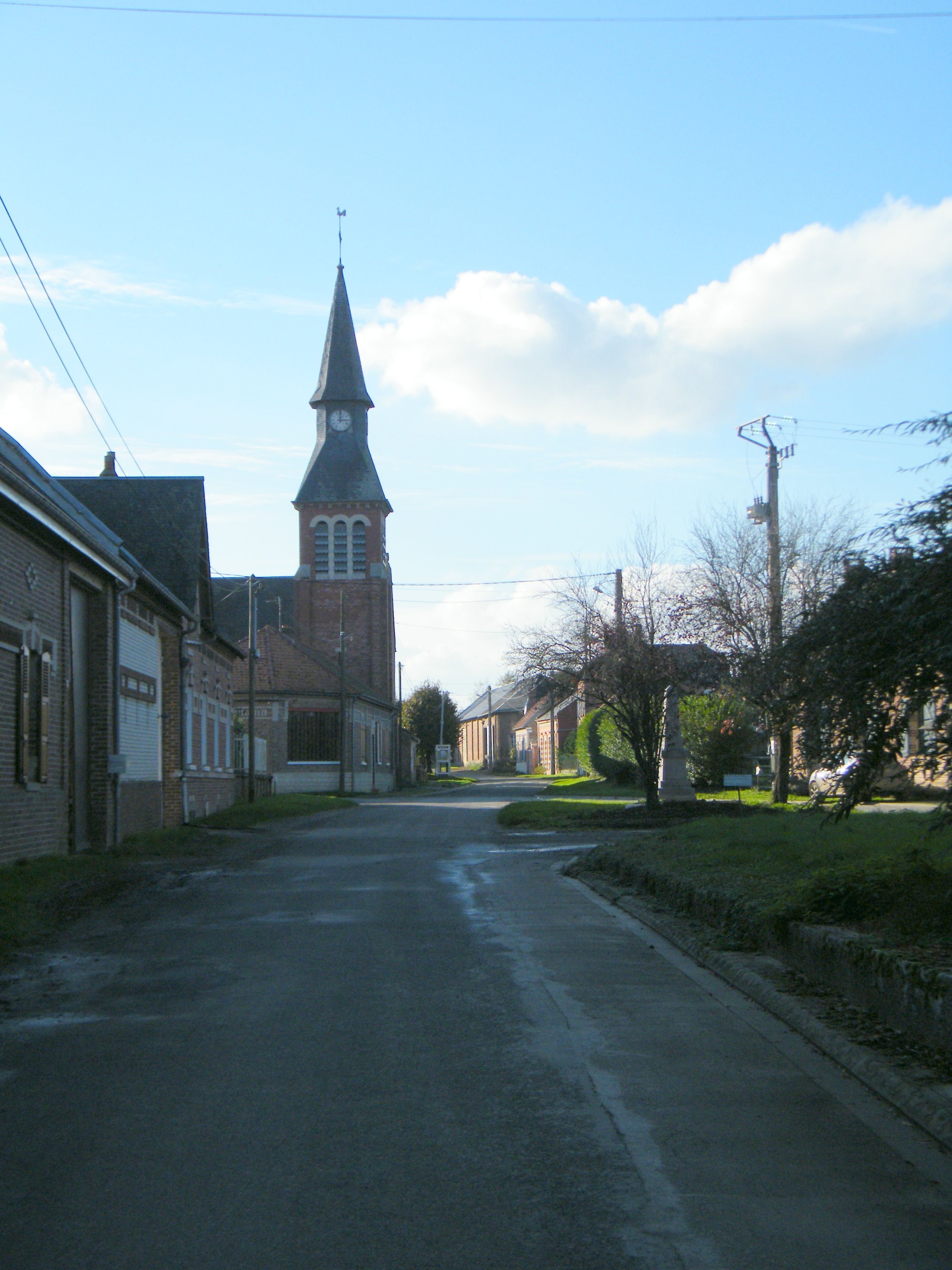
Le village.

Malpart est une commune française située dans le département de la Somme, en région Hauts-de-France.

## Géographie

### Localisation
Malpart est un village picard de l'Amiénois.
À vol d'oiseau, la localité est située à 7 km au nord-ouest de Montdidier, 9 km au sud de Moreuil, 27 km au sud-est d'Amiens, 39 km au nord-ouest de Compiègne et à 41 km au nord-est de Beauvais.
Le territoire de la commune est limitrophe de ceux de cinq communes.
Les communes limitrophes sont Aubvillers, Bouillancourt-la-Bataille, Grivesnes, Marestmontiers et Trois-Rivières.

### Hydrographie
La commune est située dans le bassin Artois-Picardie. Elle n'est drainée par aucun cours d'eau.

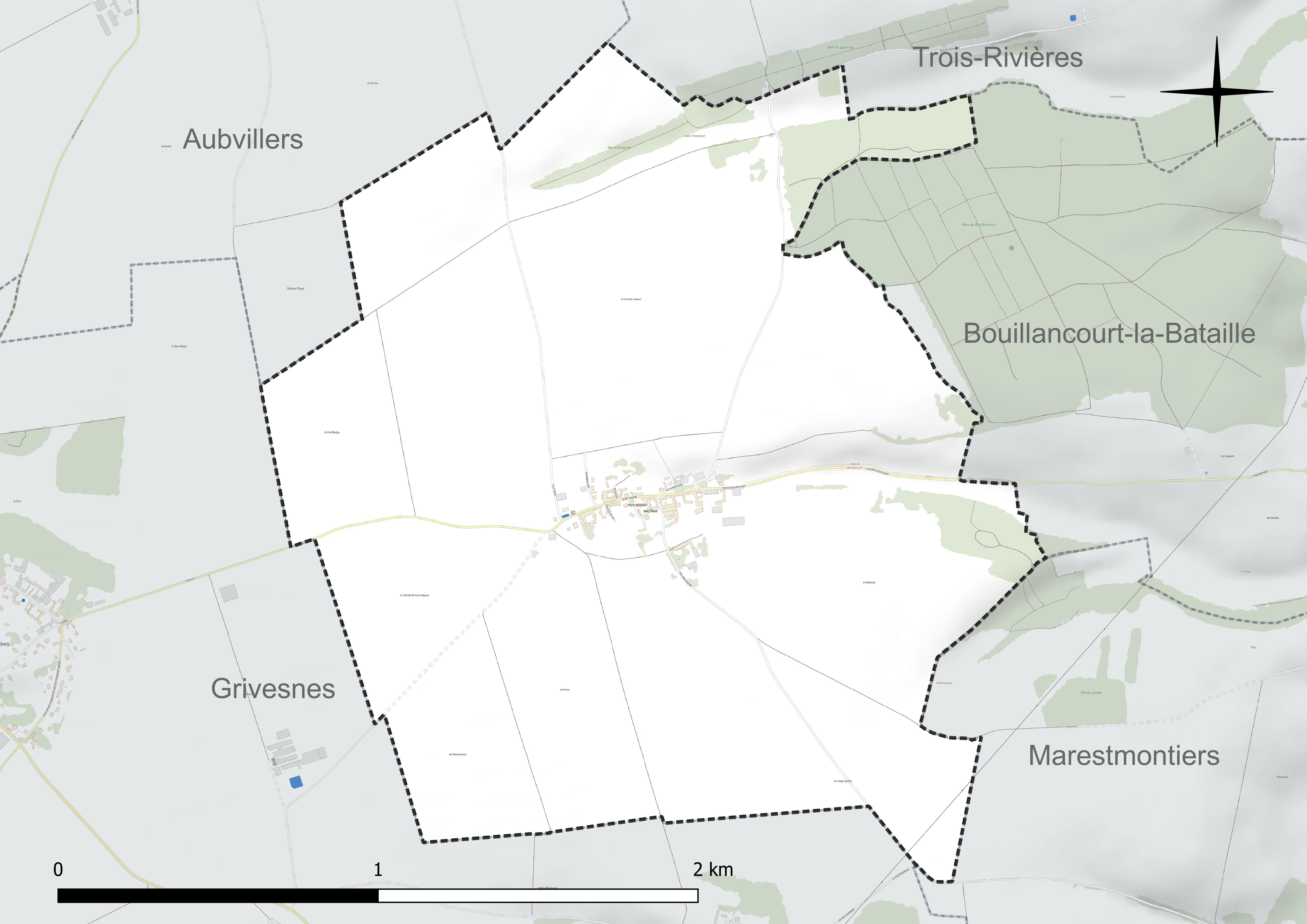
Réseau hydrographique de Malpart.

### Climat
Pour des articles plus généraux, voir Climat des Hauts-de-France et Climat de la Somme.
En 2010, le climat de la commune est de type climat océanique dégradé des plaines du Centre et du Nord, selon une étude du CNRS s'appuyant sur une série de données couvrant la période 1971-2000. En 2020, Météo-France publie une typologie des climats de la France métropolitaine dans laquelle la commune est exposée à un climat océanique et est dans la région climatique Nord-est du bassin Parisien, caractérisée par un ensoleillement médiocre, une pluviométrie moyenne régulièrement répartie au cours de l'année et un hiver froid (3 °C).
Pour la période 1971-2000, la température annuelle moyenne est de 10,3 °C, avec une amplitude thermique annuelle de 14,5 °C. Le cumul annuel moyen de précipitations est de 669 mm, avec 11,1 jours de précipitations en janvier et 8,2 jours en juillet. Pour la période 1991-2020, la température moyenne annuelle observée sur la station météorologique la plus proche, située sur la commune de Rouvroy-les-Merles à 11 km à vol d'oiseau, est de 10,7 °C et le cumul annuel moyen de précipitations est de 647,9 mm,. Pour l'avenir, les paramètres climatiques de la commune estimés pour 2050 selon différents scénarios d'émission de gaz à effet de serre sont consultables sur un site dédié publié par Météo-France en novembre 2022.

## Urbanisme

### Typologie
Au 1er janvier 2024, Malpart est catégorisée commune rurale à habitat dispersé, selon la nouvelle grille communale de densité à sept niveaux définie par l'Insee en 2022.
Elle est située hors unité urbaine. Par ailleurs la commune fait partie de l'aire d'attraction d'Amiens, dont elle est une commune de la couronne,. Cette aire, qui regroupe 369 communes, est catégorisée dans les aires de 200 000 à moins de 700 000 habitants,.

### Occupation des sols
L'occupation des sols de la commune, telle qu'elle ressort de la base de données européenne d'occupation biophysique des sols Corine Land Cover (CLC), est marquée par l'importance des territoires agricoles (94,9 % en 2018), une proportion identique à celle de 1990 (94,9 %). La répartition détaillée en 2018 est la suivante : 
terres arables (88,2 %), zones agricoles hétérogènes (6,7 %), forêts (5,1 %). L'évolution de l'occupation des sols de la commune et de ses infrastructures peut être observée sur les différentes représentations cartographiques du territoire : la carte de Cassini (XVIIIe siècle), la carte d'état-major (1820-1866) et les cartes ou photos aériennes de l'IGN pour la période actuelle (1950 à aujourd'hui).

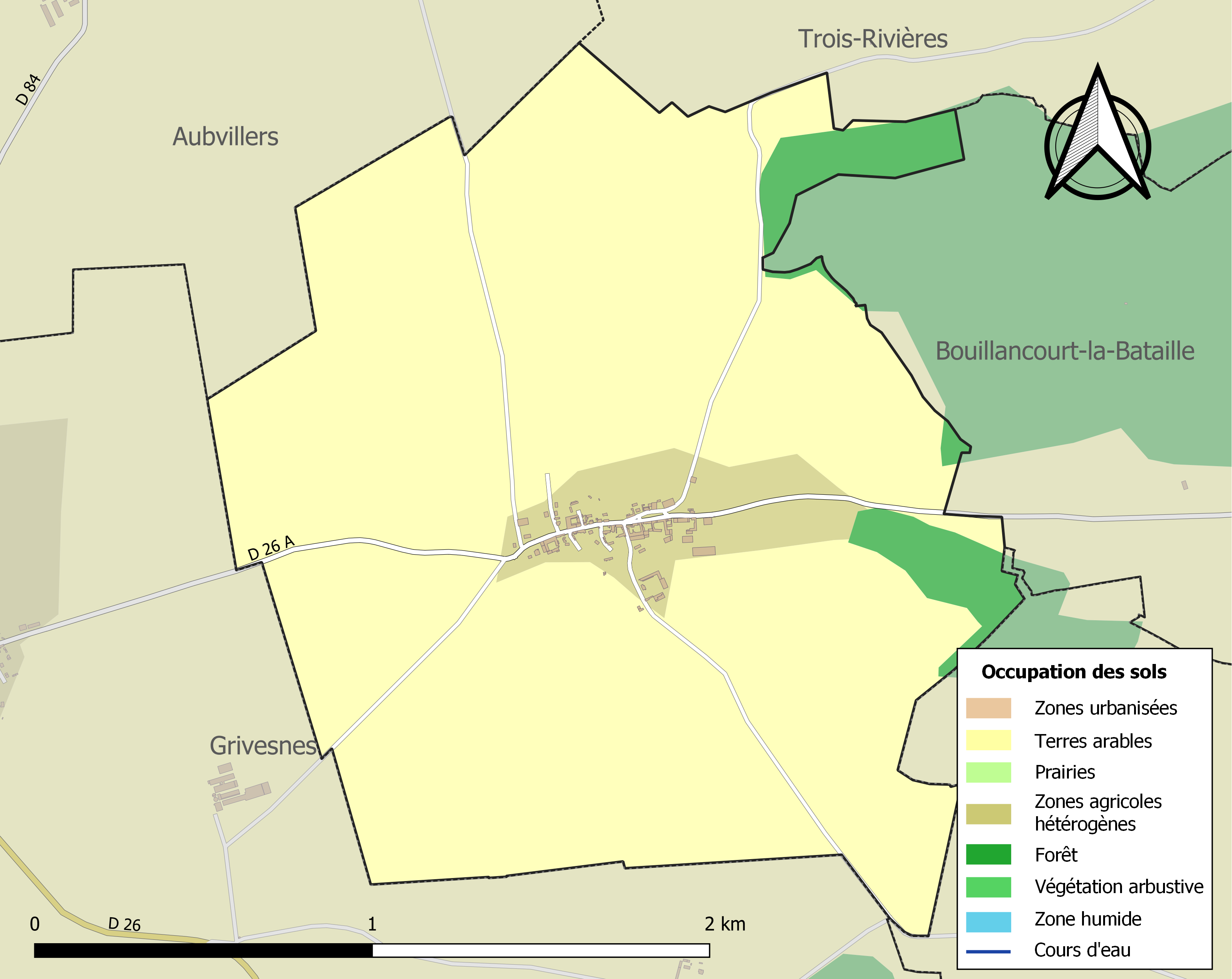
Carte des infrastructures et de l'occupation des sols de la commune en 2018 (CLC).

## Toponymie
Le nom de la localité est attesté sous les formes Malepart en 1277 ; Malapars en 1299 ; Mallepart en 1513 ; Maillepart en 1648 ; Malpart en 1470 ; Malpar en 1720.
Signification probable : « mauvaise parcelle, mauvais héritage », de l'adjectif de la langue d'oïl male « mauvaise » et part : « mauvaise part ( d'héritage ) », sobriquet de celui qui a été désavantagé lors d'un héritage.

## Histoire
Première Guerre mondiale
Le village est considéré comme détruit à la fin de la guerre et a  été décoré de la Croix de guerre 1914-1918, le 30 octobre 1920.

## Politique et administration
| Période                                  | Période                      | Identité                | Étiquette | Qualité                           |
| ---------------------------------------- | ---------------------------- | ----------------------- | --------- | --------------------------------- |
| Les données manquantes sont à compléter. |                              |                         |           |                                   |
| 1977                                     | octobre 2019                 | M. Claude Barthe        |           | Ancien facteur Décédé en fonction |
| 2019                                     | mai 2020                     | Pierre Delahaye         |           |                                   |
| mai 2020                                 | En cours (au 8 octobre 2020) | Sabrina Barthe-Gricourt |           |                                   |

## Population et société

### Démographie
L'évolution du nombre d'habitants est connue à travers les recensements de la population effectués dans la commune depuis 1793. Pour les communes de moins de 10 000 habitants, une enquête de recensement portant sur toute la population est réalisée tous les cinq ans, les populations de référence des années intermédiaires étant quant à elles estimées par interpolation ou extrapolation. Pour la commune, le premier recensement exhaustif entrant dans le cadre du nouveau dispositif a été réalisé en 2008.

En 2022, la commune comptait 73 habitants, en évolution de −9,88 % par rapport à 2016 (Somme : −1,26 %, France hors Mayotte : +2,11 %).
| 1793 | 1800 | 1806 | 1821 | 1831 | 1836 | 1841 | 1846 | 1851 |
| ---- | ---- | ---- | ---- | ---- | ---- | ---- | ---- | ---- |
| 189  | 196  | 216  | 187  | 166  | 171  | 166  | 149  | 139  |

| 1856 | 1861 | 1866 | 1872 | 1876 | 1881 | 1886 | 1891 | 1896 |
| ---- | ---- | ---- | ---- | ---- | ---- | ---- | ---- | ---- |
| 146  | 143  | 136  | 114  | 100  | 118  | 108  | 101  | 109  |

| 1901 | 1906 | 1911 | 1921 | 1926 | 1931 | 1936 | 1946 | 1954 |
| ---- | ---- | ---- | ---- | ---- | ---- | ---- | ---- | ---- |
| 97   | 104  | 109  | 92   | 116  | 111  | 97   | 86   | 79   |

| 1962 | 1968 | 1975 | 1982 | 1990 | 1999 | 2006 | 2008 | 2013 |
| ---- | ---- | ---- | ---- | ---- | ---- | ---- | ---- | ---- |
| 77   | 97   | 68   | 60   | 61   | 59   | 67   | 69   | 79   |

| 2018 | 2022 | - | - | - | - | - | - | - |
| ---- | ---- | - | - | - | - | - | - | - |
| 76   | 73   | - | - | - | - | - | - | - |

### Enseignement
La commune  ne scolarise plus ses enfants dans le village. L'ancienne école communale a été construite en 1923, à en croire l'inscription figurant sur le fronton du bâtiment désaffecté.

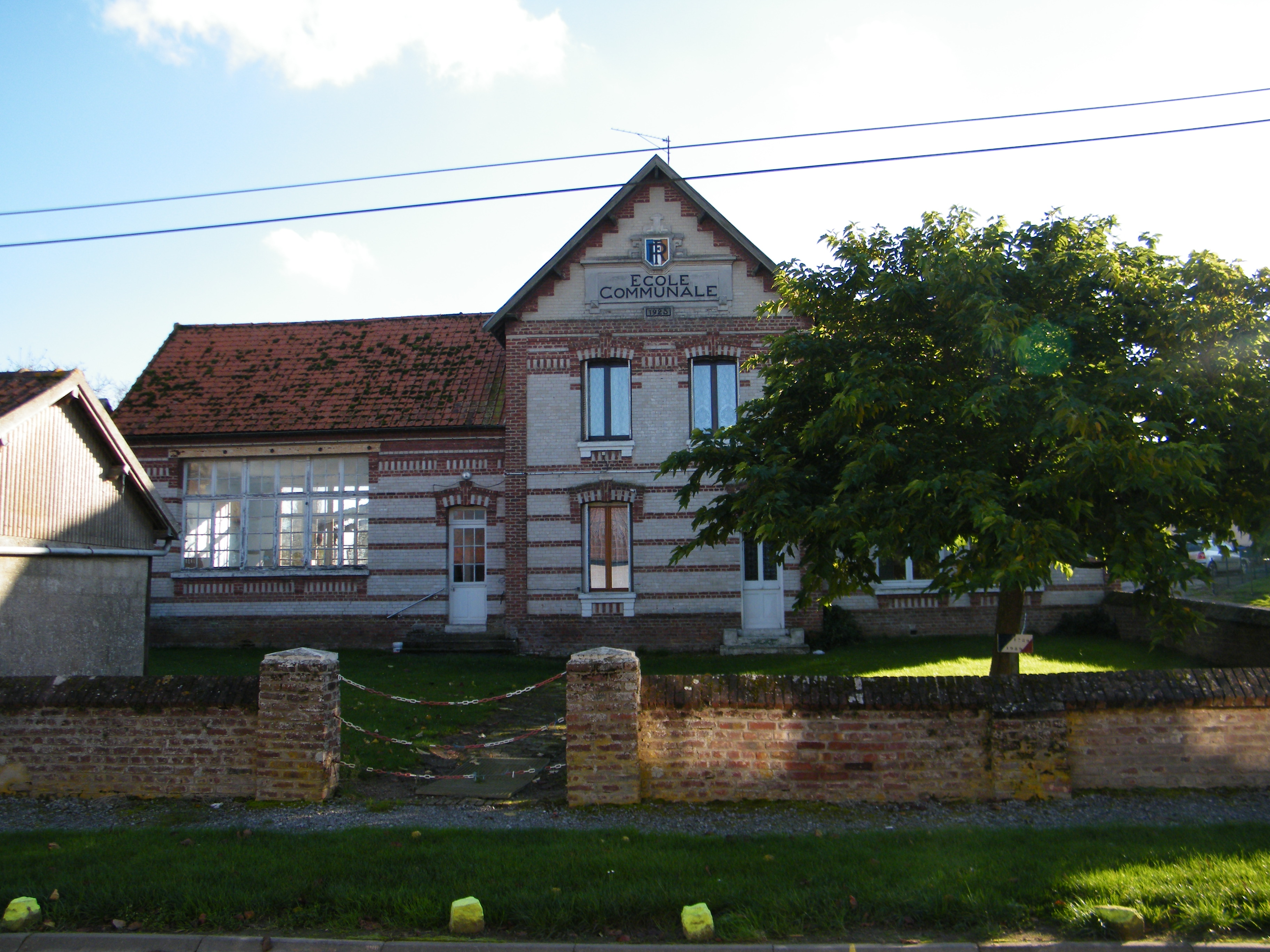
L'ancienne école.

En 2011, la commune fait partie d'un regroupement pédagogique intercommunal réunissant neuf communes. Les collégiens se rendent à Ailly-sur-Noye, Montdidier et Moreuil et les lycéens vont à Montdidier ou Amiens.
La scolarité primaire es assurée dans le cadre du regroupement pédagogique intercommunal (RPI ) de Quiry-le-Sec, Folleville, Chirmont, Sourdon, Esclainvillers, Villers-Tournelle, Coullemelle, Malpart, et Grivesnes.
En 2024, seules les communes de Coulemelle, Grivesnes, Quiry-le-Sec et Sourdon possèdent une école. Le RPI accueille 120 élèves ; la cantine est rénovée dans la salle des fêtes de Coullemelle.
La communauté de communes gère la compétence pour les transports scolaires.

## Culture locale et patrimoine

### Lieux et monuments
- Église Saint-Jean-Baptiste[31], reconstruite après les destructions de la Première Guerre mondiale.

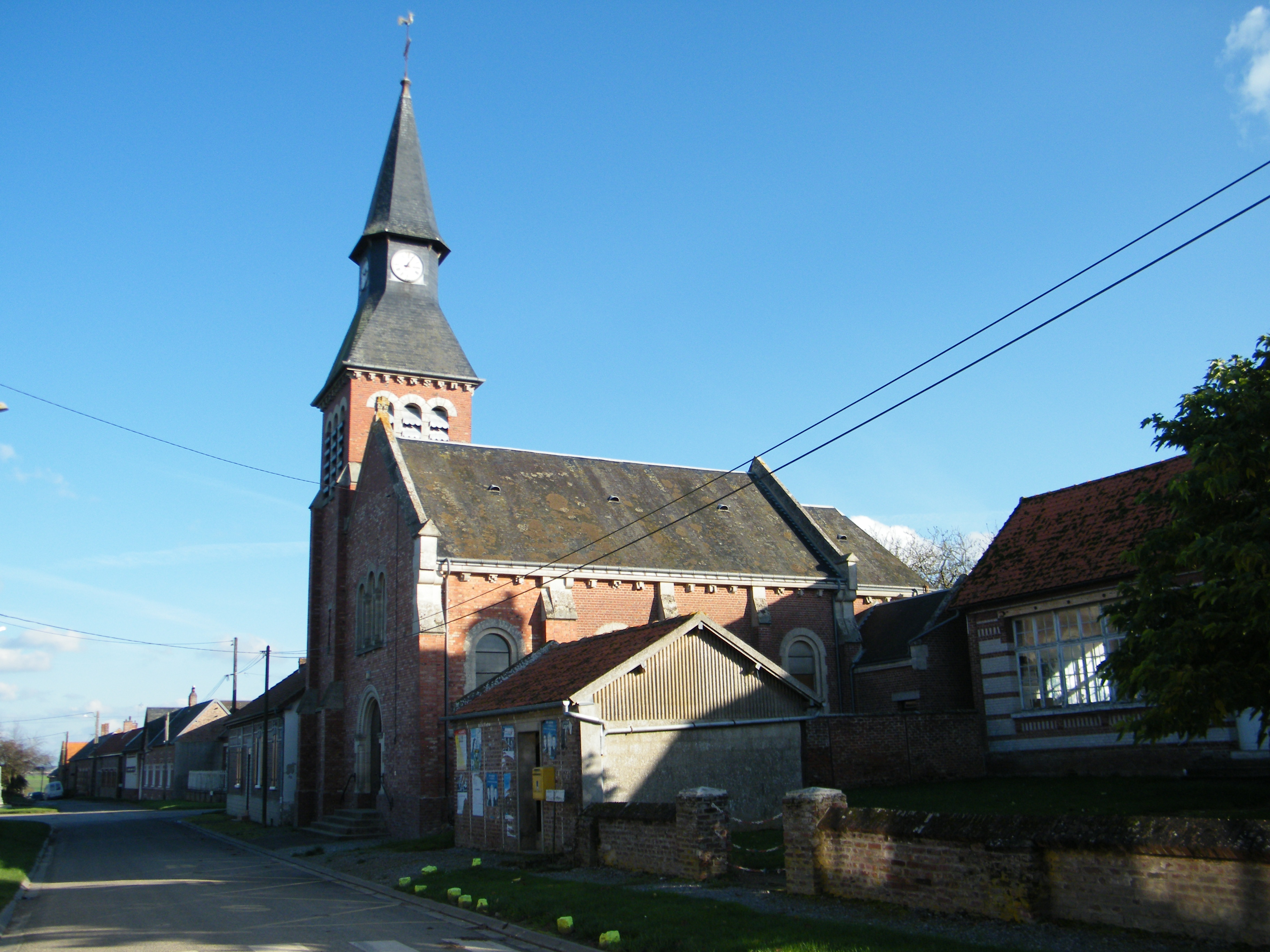
L'église Saint-Jean-Baptiste.
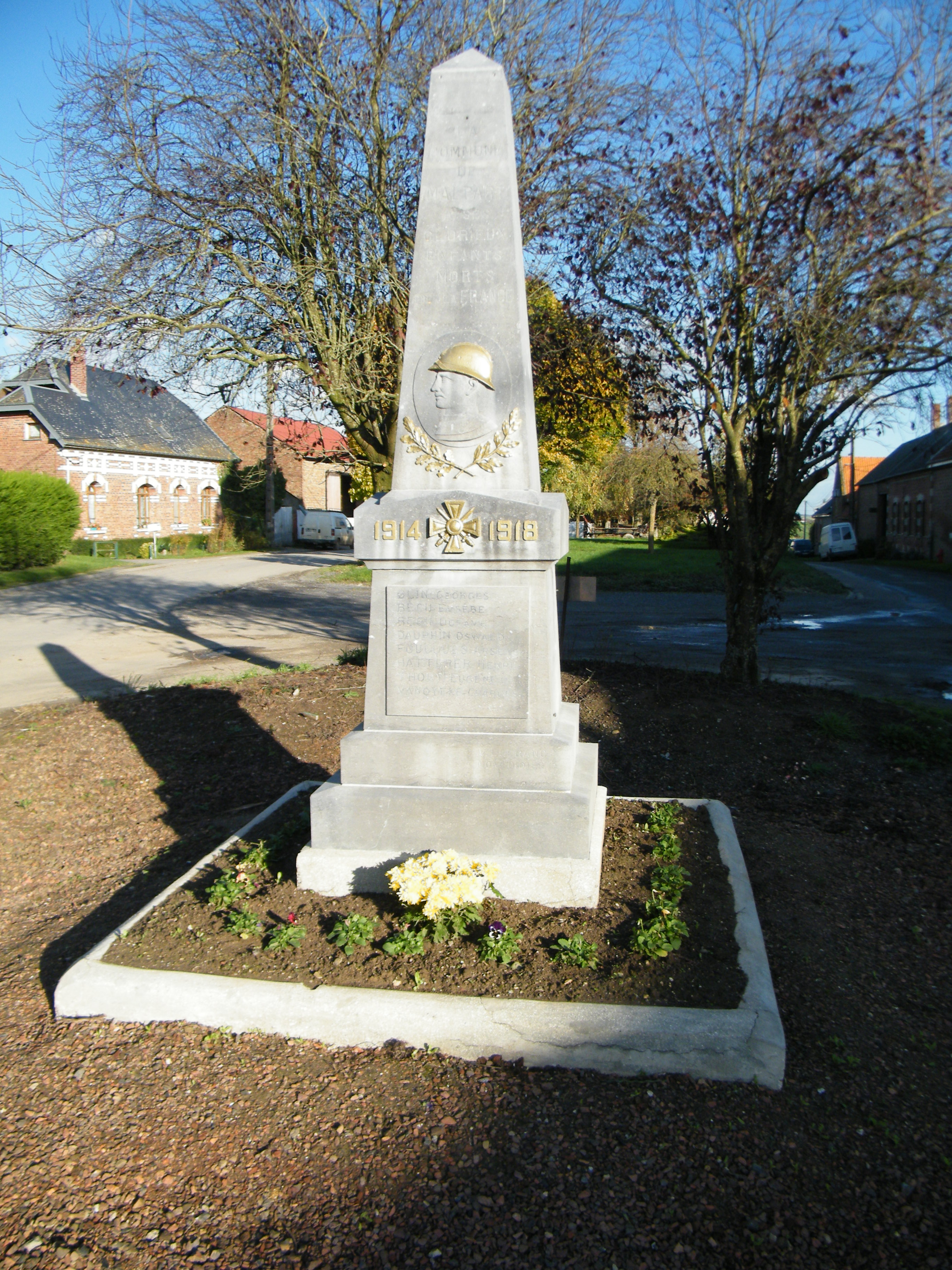
Monument aux morts.
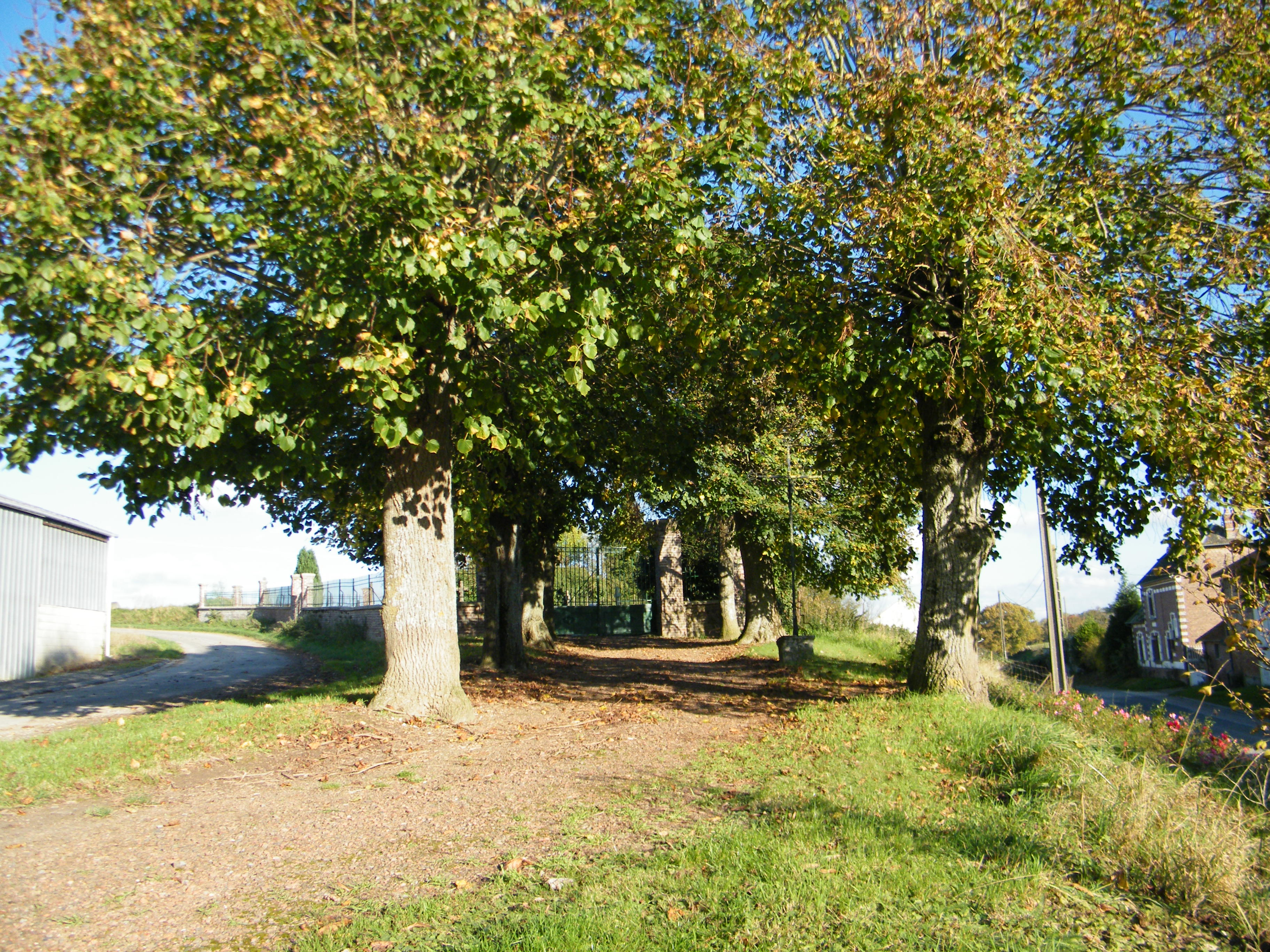
Calvaire, allée du cimetière.
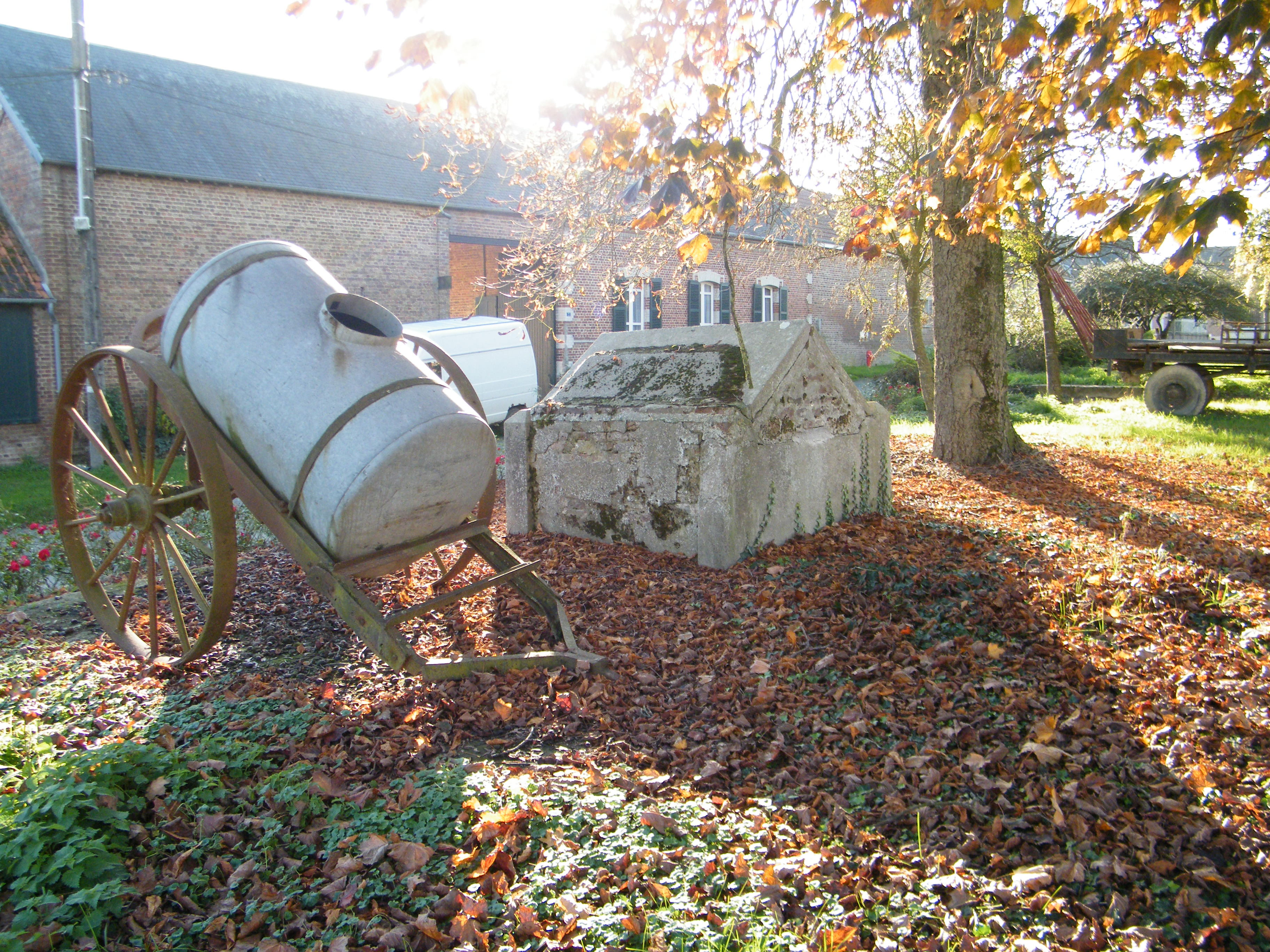
Petit patrimoine.

### Personnalités liées à la commune
La famille de Mailly est probablement une des plus anciennes à avoir détenu la seigneurie.